# Sulín
Pour village polonais, voir Sulin.
Sulín (allemand : Sulm ) est un village de Slovaquie situé dans la région de Prešov.

## Histoire
Première mention écrite du village en 1960.

## Démographie

### Évolution de la population
| Année:               | 1994. | 2004. | 2014.    | 2024.    |
| -------------------- | ----- | ----- | -------- | -------- |
| Nombre de personnes: | 450   | 414   | 345      | 292      |
| Différence:          |       | -8 %  | -16,66 % | -15,36 % |

| Année:               | 2023. | 2024.   |
| -------------------- | ----- | ------- |
| Nombre de personnes: | 301   | 292     |
| Différence:          |       | -2,99 % |